# Hlíðarendi

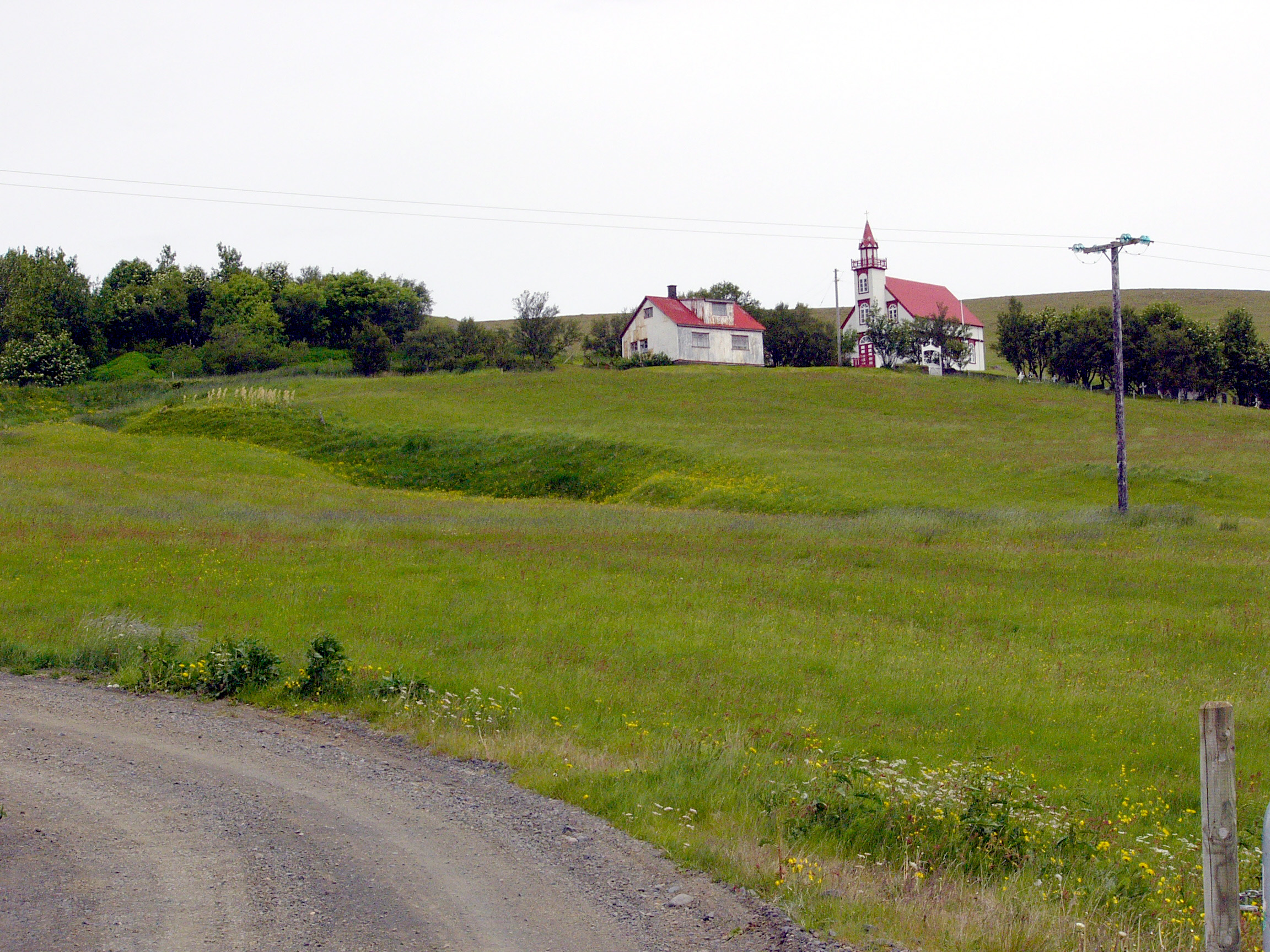
Kirche von Hlíðarendi 2006

Hlíðarendi oder Hlíðarendi im Fljótshlíð ist eine historische Hofstätte im Süden von Island.

## Geschichte

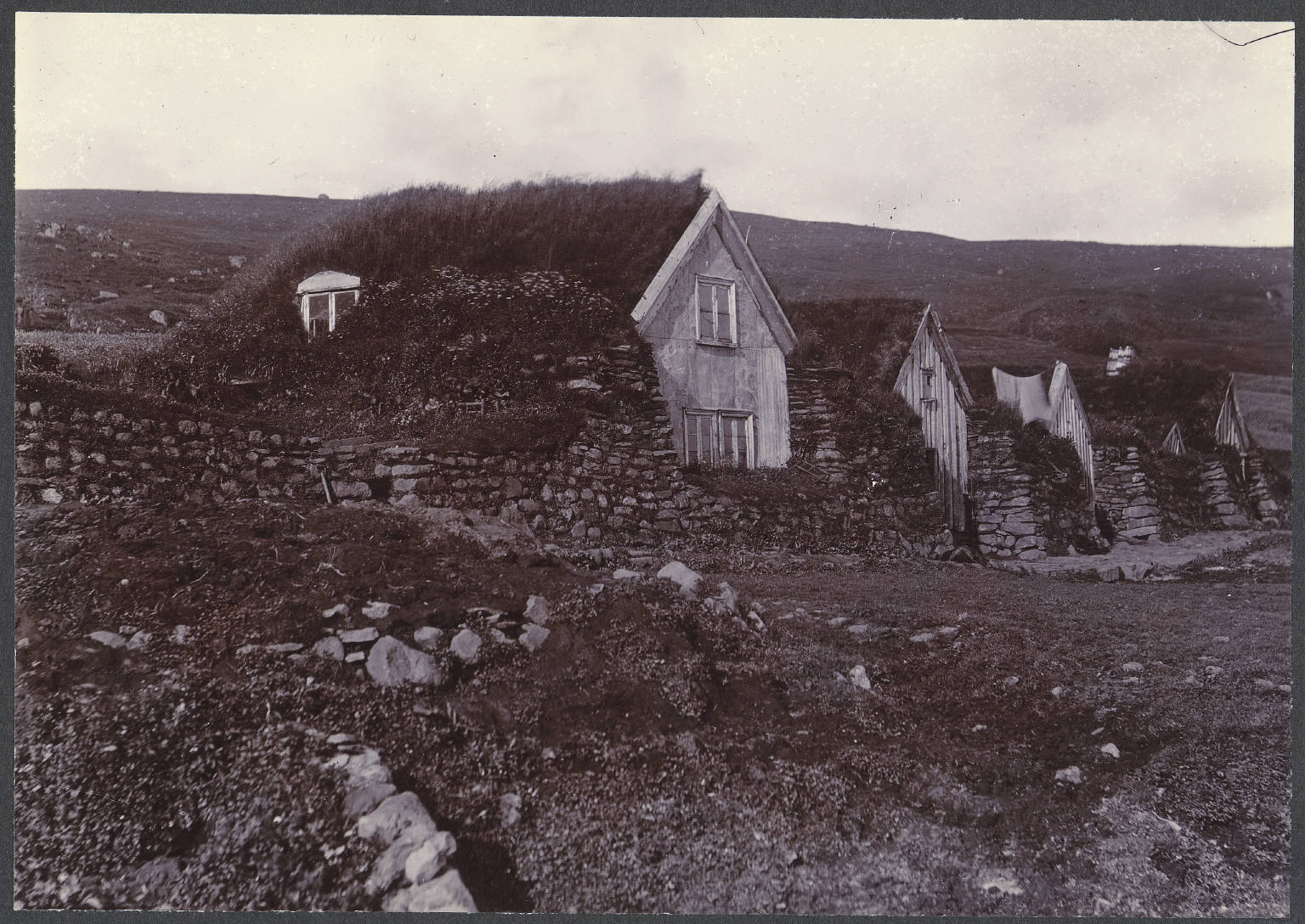
Hlíðarendi um 1900

Bekannt ist der Platz als Wohnort von Gunnar Hámundarson und seiner Frau Hallgerður Höskuldsdóttir aus der Njáls saga. Auf dem Hof wurde im Jahre 1133 der spätere Bischof Þorlákur Þórhallsson geboren († 1193). Ihm wurde die damalige Kirche geweiht. Ein weiterer bekannter Bewohner war Gísli Magnússon, Vísi-Gísli (1621–1696), ein Sýslumaður, der den Getreideanbau in Island förderte, sowie in seiner Kindheit der Dichter Bjarni Thorarensen (1786–1841), dessen Vater hier ebenfalls das Amt des Sýslumaður innehatte.
Hier steht jetzt noch die Kirche aus dem Jahr 1887. Der Name des Hofes und der Saga sind so beliebt, dass es im Lande über 20 dieser Ortsbezeichnungen gibt.

## Lage und Verkehr
Hlíðarendi liegt östlich von Hvolsvöllur und ist von dort über den Fljótshlíðarvegur 261 und den Hlíðarendakirkjuvegur 2614 zu erreichen.

## Sehenswürdigkeiten
- Kirche
- Statue

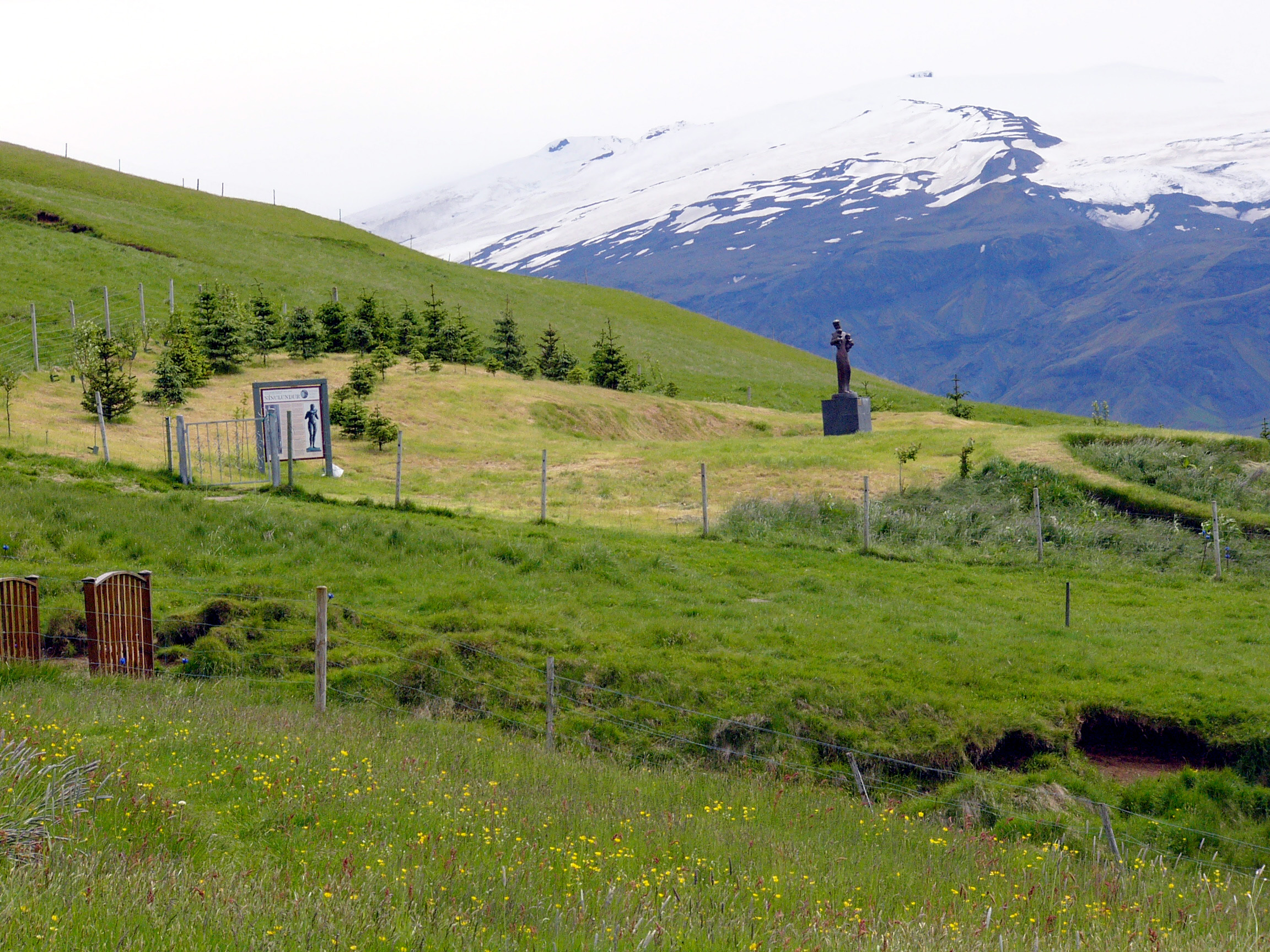
Sicht von Eyjafjallajökull
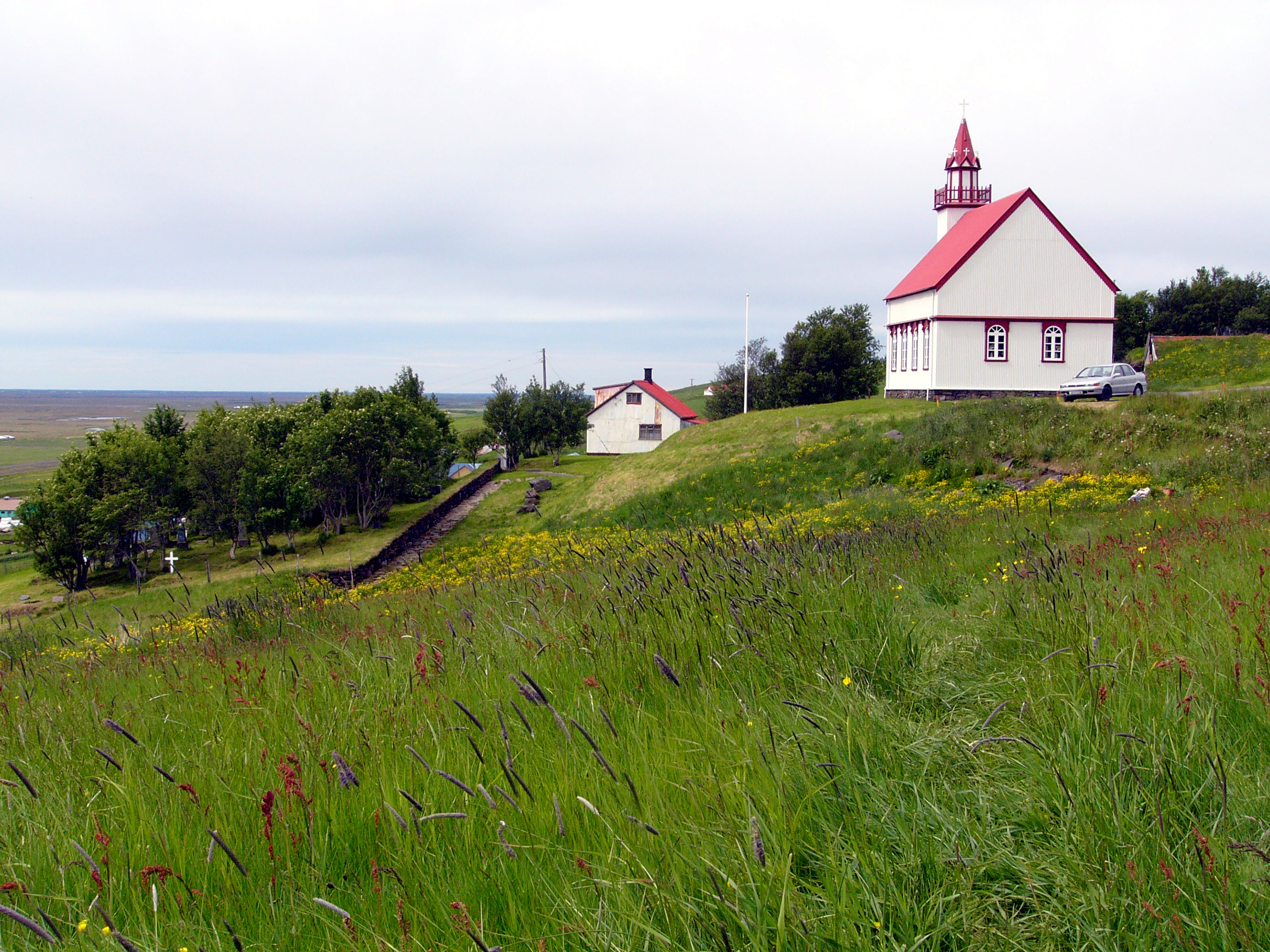
Blick auf Friedhof
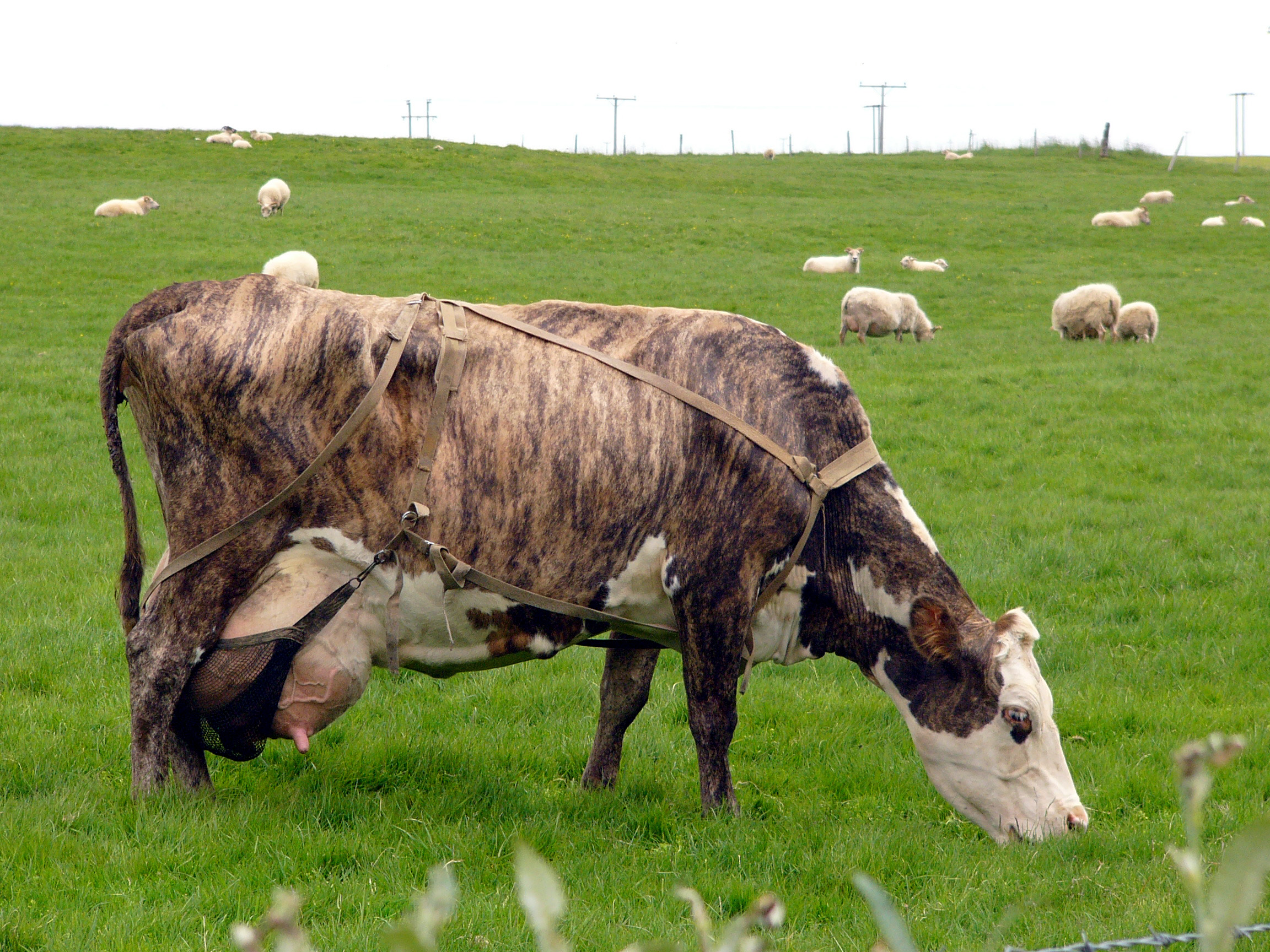
Kuh in Hlíðarendi

## Persönlichkeiten
- Þorlákur Þórhallsson (* 1133; † 23. Dezember 1193), isländischer Bischof